# Лабри (Мёрт и Мозель)
Лабри́ (фр. Labry) — коммуна во французском департаменте Мёрт и Мозель, региона Лотарингия. Относится к кантону Конфлан-ан-Жарнизи.	

## География

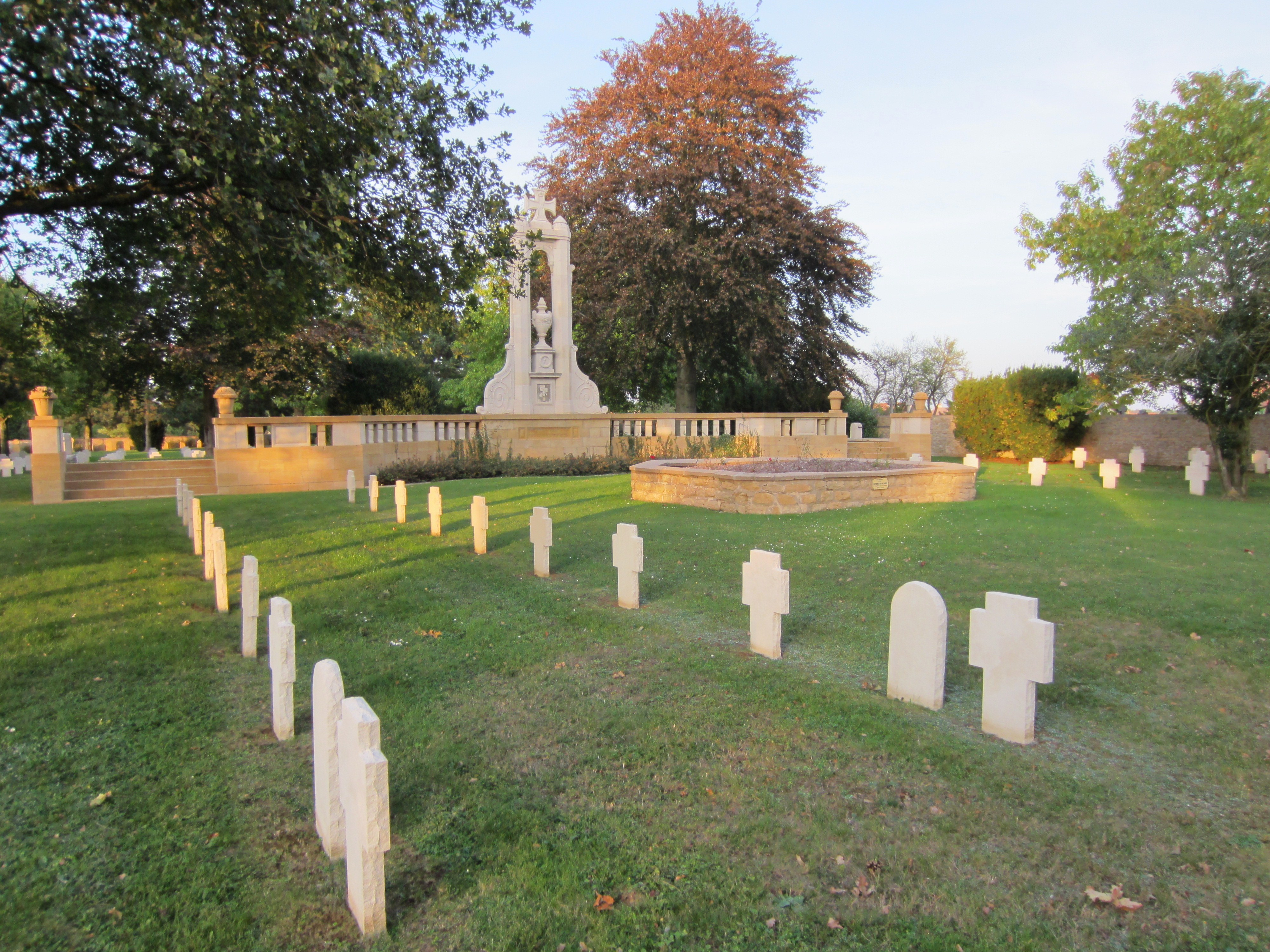
Военное кладбище в Лабри.

Лабри расположен в 23 км к западу от Меца и в 60 км к северо-западу от Нанси, пригород Жарни. Соседние коммуны: Жиромон на востоке, Конфлан-ан-Жарнизи на западе.

## Демография
Население коммуны на 2010 год составляло 1679 человек.
| 1962 | 1968 | 1975 | 1982 | 1990 | 1999 | 2010 |
| ---- | ---- | ---- | ---- | ---- | ---- | ---- |
| 1419 | 1456 | 1345 | 1301 | 1486 | 1578 | 1679 |